# Pelagia Papamichaīl
Pelagia Papamichaīl (in greco Πελαγία Παπαμιχαήλ?; Salonicco, 29 aprile 1986) è un'ex cestista greca.
Alta 189 cm, giocava come ala.

## Carriera

### Nei club
Nel 2012-2013 passa all'Eirene Ragusa. Con le iblee ha ottenuto la promozione in Serie A1 ed è arrivata in finale della Coppa Italia di categoria.

### In Nazionale
Con la Grecia ha disputato i Campionati mondiali del 2010 e quattro edizioni dei Campionati europei (2007, 2009, 2011, 2015).

## Statistiche

### Presenze e punti nei club
Statistiche aggiornate al 30 giugno 2013
| Stagione        | Squadra                       | Competizione | Partite | Partite | Partite | Statistiche tiro | Statistiche tiro | Statistiche tiro | Altre statistiche | Altre statistiche | Altre statistiche | Altre statistiche | Altre statistiche |
| Stagione        | Squadra                       | Competizione | Pres.   | Titol.  | Minuti  | Tiri da 2        | Tiri da 3        | Liberi           | Rimb.             | Assist            | Rubate            | Stopp.            | Punti             |
| --------------- | ----------------------------- | ------------ | ------- | ------- | ------- | ---------------- | ---------------- | ---------------- | ----------------- | ----------------- | ----------------- | ----------------- | ----------------- |
| '09-gen. '10    | Cadi La Seu d'Urgell          | LF           | 5       |         | 55      | 0/10             | 0                | 4/6              | 11                | 1                 | 1                 | 3                 | 4                 |
| gen. '10-'10    | Limoges ABC en Limousin       | LFB          | 8       |         |         | 25/59            | 0/4              | 20/22            | 52                | 7                 | 15                |                   | 70                |
| 2010-2011       | Côte d'Opale Basket Calais    | LFB          | 26      |         |         | 83/197           | 0/3              | 27/35            | 143               | 24                | 50                |                   | 193               |
| 2012-2013       | Passalacqua Spedizioni Ragusa | Serie A2     | 26      | 26      | 727     | 121/203          | 0/5              | 82/104           | 217               | 6                 | 34                | 14                | 324               |
| Totale carriera |                               |              |         |         |         |                  |                  |                  |                   |                   |                   |                   |                   |

## Palmarès
- Campionato italiano di Serie A2: 1
V. Eirene Ragusa: 2012-13